# Home (película de 2015)
Home (nombrada en España como Home: Hogar dulce hogar, y en Hispanoamérica como Home: No hay lugar como el hogar) es una película animada estadounidense de comedia producida por DreamWorks Animation, basada en el libro para niños de Adam Rex, The True Meaning of Smekday. Fue dirigida por Tim Johnson, cuenta con las voces de Jim Parsons, Rihanna, Jennifer Lopez, Steve Martin, Matt L. Jones y Brian Stepanek, fue producida por Chris Jenkins y Suzanne Buirgy y adaptada por Tom J. Astle y Matt Ember. Distribuida por 20th Century Fox, la película fue lanzada el 27 de marzo de 2015 en los Estados Unidos.

## Argumento
Una raza alienígena cobarde conocida como los Buv encuentra en la Tierra del futuro cercano un lugar adecuado para llamar "hogar". Liderados por el Capitán Smek (voz de Steve Martin), comienzan su invasión "amistosa" del planeta, reubicando a los humanos, a quienes los Buv consideran simples y atrasados, a partes remotas del planeta mientras los Buv habitan sus hogares de una manera rápida y pacífica. Uno de los Buv, llamado Oh (voz de Jim Parsons), es el miembro de la especie más alegre y de libres pensamientos, quien decide invitar a los Buv a su apartamento para una fiesta de inauguración de su casa, a pesar de la antipatía de la raza hacia él. No muy lejos de Oh, se encuentra una joven de 14 años llamada Gratuity (Tipolina en Hispanoamérica) "Tip" Tucci (voz de Rihanna), que atraviesa su ciudad natal, Nueva York, para encontrar a su madre Lucy Tucci (voz de Jennifer Lopez) después de haber sido separada de ella durante la invasión, dejándola sola con su gato Pig (Puerquín en Hispanoamérica) y alimentando su odio hacia los Buv.
Oh corre hacia la calle para encontrarse con un policía gruñón Buv llamado Kyle (voz de Matt L. Jones) quien, como el resto de los Buv, no quiere hacerse amigo de él. Oh lo invita a la fiesta y accidentalmente envía una invitación masiva a todos los Buv de la Tierra. Sin embargo, el botón "enviar a todos" que presionó, envió la invitación a todas las razas alienígenas de toda la galaxia, incluido el enemigo de los Buv, el llamado Gorg destructor de planetas (voz de Brian Stepanek), de quien los Buv han estado huyendo desde hace mucho tiempo. En aquel entonces, el fallido tratado de paz entre el Gorg y el Capitán Smek causó que Smek se escapara con "The Shusher" (El Silenciador en Hispanoamérica), una posesión de los Gorg, que se utiliza como un medio para mostrar el liderazgo entre los Buv. Todos, agravados con Oh por comprometer su nuevo hogar con su enemigo, comienzan a perseguirlo. Oh corre hacia una tienda de conveniencia para esconderse justo cuando Tip y Pig entran a la misma tienda para agarrar suministros. Se cruzan de manera hostil y, después de ver que el coche de Tip no arranca, Oh lo transforma en una fantástica nave flotante llamada Slushious (Hielicioso en Hispanoamérica) para continuar con el transporte. Oh se sube con Tip cuando promete ayudarla a encontrar a Lucy, pero desafortunadamente, deben ir al Central de Mando Buv en París y localizarla desde allí. Sin embargo, Oh planea en secreto abandonar a Tip para irse a la Antártida, el único lugar en la Tierra que no está infestado de Buv, aunque no lo logra después de que Kyle intenta obtener su contraseña personal para que los Buv puedan piratear la cuenta de Oh y cancelar la invitación.
Después de llegar al Central de Mando Buv, que se encuentra en la ahora flotante torre Eiffel, Oh logra ingresar su cuenta y borra el mensaje con solo un segundo antes de que llegue al Gorg. Luego conecta el cerebro de Tip para ayudarla a encontrar a Lucy. Finalmente rastrean su ubicación hasta Australia, donde también está buscando a su hija. El Capitán Smek luego encuentra a los dos y trata de arrestar a Oh, mientras Tip agarra un sistema de manipulación de la gravedad y lo voltea, haciendo que toda la torre se incline boca abajo, por lo que los dos logran escapar. A medida que viajan a Australia, Oh y Tip se hacen amigos gradualmente, y Oh se da cuenta lentamente de cuán defectuosa era la perspectiva de los Buv sobre la invasión.
Cuando Oh y Tip se dirigen a Australia, son emboscados por otros Buv que viajan a su lado con miedo, y se dan cuenta de que una flota de naves Gorg los sigue de cerca. Tip y Oh logran derribar a una de ellas, pero en el proceso, un trozo de la nave los golpea y pierden su granizado de combustible, lo que hace que el auto se estrelle. Se encuentran con una nave Gorg caída y descubren que en realidad es un dron. Oh encuentra un chip especial y lo usa para poner en marcha su automóvil y partir a Australia a toda velocidad.
Tip y Oh llegan a Australia y ven a los Buv evacuar a su nave nodriza. Cuando aterrizan el auto, Tip inmediatamente comienza a buscar a su madre, pero Oh insiste en que él y Tip evacuen con los otros Buv. Enfurecida con Oh por intentar romper su promesa nuevamente, Tip declara que él no era realmente su amigo en primer lugar y abandona a Oh, quien se retira hacia su nave con el corazón roto. La nave nodriza Gorg se acerca a la nave Buv, pero Oh saca el chip Gorg y lo usa para alejar la nave del Gorg. Los Buv se asombran de la valentía de Oh, pero Smek se molesta y les recuerda a todos que él es el capitán. Sin embargo, Oh se enfrenta a Smek, le dice que es un capitán terrible y le cuenta a los Buv lo que aprendió de Tip sobre los humanos, que se preocupan por otras personas, mientras que los Buv no. Entristecidos por esta revelación al principio, los Buv luego se amotinan contra Smek y Kyle le arrebata el Silenciador de Smek, entregándoselo a Oh y lo declara su nuevo capitán, aunque Oh finalmente está deprimido e insatisfecho por haber dejado a Tip en la Tierra.
Tip corre sin rumbo fijo por la ciudad para encontrar a Lucy, pero es en vano. Ella trata infructuosamente de mostrarles a todos la foto de Lucy en su teléfono, pero nadie puede ayudarla antes de que la batería del teléfono se agote, así que se da por vencida y se sienta en la cabina vacía de "Ask a Boov" y estalla en lágrimas. Oh vuelve a su lado y la ayuda a localizar a Lucy. La madre y la hija finalmente se reúnen y agradecen a Oh. De repente, la nave nodriza Gorg desciende sobre el planeta, y Oh se da cuenta de que lo que busca es el Silenciador. Oh corre hacia la nave para tratar de llamar su atención, encerrando a Tip y Lucy en el coche por seguridad. Tip sale del coche y con un espejo, refleja una luz en la cara del comandante Gorg para llamar su atención sobre Oh mientras sostiene la piedra. El comandante Gorg detiene la nave mientras cae al suelo, con Oh directamente en su camino. Tip se apresura a rescatarlo, pero llega demasiado tarde, ya que Oh aparentemente es aplastado debajo de la nave hasta que retrocede y lo revela ileso. El comandante Gorg emerge de su armadura para mostrar que en realidad es una criatura inofensiva parecida a una estrella de mar. Oh le devuelve la piedra, que resulta ser un huevo para millones de larvas de Gorg en desarrollo; la siguiente generación del Gorg, revelando que el comandante Gorg había sido el último de su especie, solo y casi extinto, de ahí que persiguiera a los Buv fervientemente. Éste da las gracias a Oh y se va.
Dos semanas después, el mundo vuelve a la normalidad y los humanos han regresado a sus hogares originales, y Oh finalmente puede tener su fiesta en su apartamento, con la presencia de humanos y Buv. Tip toca su música y consigue que el resto de los Buv experimenten el baile por primera vez, mientras que otros Buv, incluido un Smek reformado, se divierten en la luna y varias naves de otros planetas, incluido el Gorg y sus bebés, se dirigen a la Tierra, para la fiesta de Oh al recibir su invitación.

## Voces y personajes
- Jim Parsons como Oh, un Buv muy ansioso y se hace llamar "Oh" porque cada vez que entra a una habitación todos en ella dicen "Oh".[5]
- Rihanna como Gratuity "Tip" Tucci, una joven de 14 años, a la cual pierde a su madre en la invasión de los Buv, ella se logra salvar y se pasa toda la película en hallar a su madre, ella y Oh se hacen amigos en el transcurrir de la historia.[5]
- Jennifer Lopez como Lucy Tucci, la cual no aparece mucho en la historia pero se le muestra a ella buscando a su hija en el transcurrir de la película y que Tip se da de propósito encontrar a su madre.[6][5]
- Steve Martin como el Capitán Smek, antagonista principal de la película, el líder de los Buv supuestamente querido por los Buv, es egoísta, arrogante y algo ingenuo, y le encantan las cosas humanas y siempre las usa mal o como vestimenta.[5]
- Matt L. Jones como Kyle, un Buv policía gruñón.
- Brian Stepanek como el Gorg.

### Voces hispanoamericanas
- Luis Gerardo Méndez como Oh.
- Danna Paola como Tip Tucci.
- Dulce Guerrero como Lucy Tucci.
- Humberto Solórzano como Capitán Smek.
- Jesús Guzmán como Kyle.

### Voces españolas
- Alex Estadella como Oh.
- Carla López como Tip Tucci.
- Pep Antón Muñoz como Capitán Smek.

## Producción
En 2008, DreamWorks Animation compró los derechos del libro para adaptarlo en una película animada. En su blog, Adam Rex anunció que en DreamWorks renovaron la opción de la adaptación en 2011. El 20 de junio de 2012, se reveló que el título de la película iba a ser ¡Happy Smekday!, que Jim Parsons y Rihanna harían las voces en los papeles principales, y que la película se estrenaría en el cuarto trimestre de 2014. El 20 de mayo del mismo año, se anunció que la fecha de lanzamiento de la película fue nuevamente retrasada y que sería finalmente el 27 de marzo de 2015. En septiembre, Paramount Pictures y DreamWorks Animation anunciaron que el estreno sería retrasado para el 26 de noviembre. En junio de 2013, la película fue retitulada como Home. El 3 de octubre del mismo año, se anunció que Steve Martin, Jennifer Lopez, Brian Stepanek y Matt L. Jones se han unido al elenco de la película.

## Lanzamiento
Un cortometraje de 4 minutos llamado "Almost Home" se mostró en la película de DreamWorks Animation Las aventuras de Peabody y Sherman a finales de 2013 y de la película de Paramount Pictures, Río 2, a inicios de 2014. La película fue dirigida por Todd Wilderman, y cuenta con una partitura compuesta por Lorne Balfe. El corto muestra a un Buv y su líder, el capitán Smek, en una secuencia de intentos fallidos de encontrar un planeta hospitalario, antes de que finalmente lleguen a la Tierra.